# Meg Cabot
Meg Cabot, właśc. Meggin Patricia Cabot, pseud. Jenny Carroll (ur. 1 lutego 1967 w Bloomington w USA) – amerykańska pisarka, autorka romantycznych komedii dla nastolatków i dorosłych. Napisała i opublikowała niemal 60 książek.
Obecnie mieszka w Key West na Florydzie. Przeniosła się tam z Nowego Jorku. Powodem opuszczenia NYC był zamach na World Trade Center 11 września 2001, w pobliżu "dwóch wież" na Wall Street pracował jej mąż.
Gdy była dzieckiem jej ulubionymi autorami byli Jane Austen, Judy Blume i Barbara Cartland. Jest mężatką od 1 kwietnia 1993 roku. Jej mężem jest pisarz i poeta Benjamin D. Egnatz. Ślub odbył się we Włoszech, a historia związku Meg Cabot i jej męża stała się kanwą książki Włoskie szaleństwo.
Pierwszą książką jaką napisała była Where roses grow wild (Tam, gdzie rosną dzikie róże). Została ona wydana w 1998 roku. Meg Cabot jest też współtwórcą scenariuszy do filmów: Księżniczka na lodzie (2005) i Pamiętnik księżniczki (2001).
W Polsce powieści Meg Cabot ukazują się nakładem wydawnictwa Amber. Zdecydowaną większość (21 z 35) na język polski przełożyła Edyta Jaczewska.

## Książki dla nastolatek

### SeriaPamiętnik księżniczki
- Pamiętnik księżniczki
- Pamiętnik księżniczki 2. Księżniczka w świetle reflektorów
- Pamiętnik księżniczki 3. Zakochana księżniczka
- Pamiętnik księżniczki 4. Księżniczka na dworze
- Pamiętnik księżniczki 4 i 1/2. Akcja "Księżniczka"
- Pamiętnik księżniczki 5. Księżniczka na różowo
- Pamiętnik księżniczki 6. Księżniczka uczy się rządzić
- Pamiętnik księżniczki. Gwiazdkowy prezent
- Pamiętnik księżniczki 7. Księżniczka imprezuje
- Pamiętnik księżniczki 7 i 1/2. Urodziny księżniczki
- Pamiętnik księżniczki. Walentynki księżniczki
- Pamiętnik księżniczki 8. Księżniczka w rozpaczy
- Pamiętnik księżniczki 9. Księżniczka Mia
- Pamiętnik księżniczki 10. Pożegnanie księżniczki
- Pamiętnik księżniczki. Kalendarz 2005
- Pamiętnik księżniczki. Kalendarz 2006
- Pamiętnik księżniczki. Kalendarz 2007
- Pamiętnik księżniczki. Kalendarz 2008
- Pamiętnik księżniczki. Kalendarz 2009

Ekranizacja książki, Pamiętnik księżniczki, pojawiła się na ekranach kin w roku 2001, zaś jej kontynuacja, Pamiętnik księżniczki 2: Królewskie zaręczyny w roku 2004.

### SeriaPośredniczka
- Kraina cienia
- Dziewiąty klucz
- Kraksa w górach
- Najczarniejsza godzina
- Nawiedzony
- Czwarty wymiar
- The Proposal
- Remembrance

### Inne
Seria "Dziewczyna Ameryki"
- Dziewczyna Ameryki
- Dziewczyna Ameryki 2: Pierwszy krok

Seria "1-800-Jeśli-Widziałeś-Zadzwoń"
- Kiedy piorun uderza
- Kryptonim "Kasandra"
- Bezpieczne miejsce
- Znak węża
- Szukając siebie

Seria "Ally radzi dziewczynom"
- Przeprowadzka
- Nowa w klasie
- Gwiazda klasowa
- Główna rola

Seria "Top modelka"
- Top modelka
- Top modelka 2: Nie chcę być dziewczyną z wybiegu
- Top Modelka 3: Ucieczka

Seria "Porzuceni"
- Porzuceni
- Świat Podziemi

Inne
- Idol nastolatek
- Liceum Avalon
- Jeszcze mnie polubicie
- Kłamczucha w opałach
- Magiczny pech

## Książki dla dorosłych
- Chłopak z sąsiedztwa
- Poszła na całość
- Kiedy chłopak poznaje dziewczynę
- Włoskie szaleństwo
- Papla
- Papla w wielkim mieście
- Papla wychodzi za mąż
- Zbrodnie w rozmiarze XL
- Śledztwo numer XXL
- Zabójstwo z lekką nadwagą
- Amazonka
- Markiz
- Spadek
- Rawlings 01-sukcesja
- Rawlings 02-portret
- Gwiazdka
- Nienasyceni
- Nieposkromieni